# Aage V. Jensen Naturfond
Aage V. Jensen Naturfond er en dansk naturfond, der er organiseret som en erhvervsdrivende fond. Fonden blev etableret i 2007 da Aage V. Jensen Charity Foundation som gave overdrog alle sine 24 danske naturejendomme på samlet ca. 14.000 ha (værdi af ca. 350 mio. DKK), samt 300 mio. DKK til naturgenopretning og naturbeskyttelse i Danmark, til den nye danskregistrerede Aage V. Jensen Naturfond. 
Fonden arbejder gennem erhvervelse af naturområder og deltagelse i projekter, f.eks. databasen Arter.dk, for at bevare, beskytte og 
udvikle de danske naturværdier. Et af fondens vigtigste mål er, at alle får mulighed for at opleve en rig og naturlig natur. Ved Naturfondens stiftelse lagde daværende formand Leif Skov og fondens næstformand, tidligere konservativ industriminister Nils Wilhjelm, vægt på, at "de var den generation, der havde ødelagt mest natur i Danmark, og at de ville bruge fonden til at gøre skaden god igen" , og at en del af inspirationen til Naturfonden kom fra Wilhjelmudvalgets rapport fra 2001.
Aage V. Jensen Naturfond støtter sammen med andre af 'naturens fonde' (Villum Fonden og Velux Fonden, Den Danske Naturfond, Nordea-fonden og 15. Juni Fonden) naturens årlige folkemøde "Naturmødet" i Hirtshals. Første Naturmøde var i 2016.
Aage V. Jensen Naturfond har i de senere år opfordret frivillige organisationer som Dansk Botanisk Forening, Danmarks Naturfredningsforening og Dansk Ornitologisk Forening til at finde mindre arealer med natur, som eventuelt efter Fondenes erhvervelse kunne plejes og passes af organisationers lokale afdelinger. Formålet har dels været ved køb at sikre små naturperler, dels at give lokale ansvaret for drift og pleje af mindre arealer i deres nærområde, og endelig at fremme formidlingen af lokale naturområder. Et eksempel herpå er Juvre Engsø på Rømø. 
Fonden ejer nu 31 individuelle naturområder, som er organiseret på 23 lokaliteter på tilsammen 19.300 ha i Danmark..